# Coco Jamboo
"Coco Jamboo" é uma canção do grupo alemão de eurodance Mr. President. Foi lançada em março de 1996 como principal single do seu segundo álbum de estúdio, We See the Same Sun. A música foi um sucesso em muitos países europeus e sul-americanos, atingindo os top dez melhores em muitos gráficos europeus. Ele atingiu os gráficos na Áustria, República Tcheca, Hungria, Suécia e Suíça. A música também desfrutou do sucesso nos EUA, se tornando um hit top 40, e atingiu a posição 21 na Billboard Hot 100 em setembro de 1997. O Mr. President ganhou o Echo award de 1997, como melhor single de música dance.

## Crítica
A billboard descreveu a música como uma aposta fácil para o grupo e que o Mr. President se assemelha com pop/dancehall feito pela banda sueca Ace Of Base.

## Desempenho nas tabelas musicais

### Tabela musical
| Tabela musical (1996/97)                | Posição de pico |
| --------------------------------------- | --------------- |
| Austrália - (ARIA)                      | 7               |
| Áustria - (Ö3 Austria Top 40)           | 1               |
| Bélgica - (Ultratop 50 Flanders)        | 11              |
| Canadá - (RPM)                          | 37              |
| Chile - (RPM)                           | 1               |
| Chéquia - (IFPI CR)                     | 1               |
| Dinamarca - (Tracklisten)               | 4               |
| Europa - (Eurochart Hot 100)            | 2               |
| França - (SNEP)                         | 28              |
| Alemanha - (Media Control Charts)       | 2               |
| Países Baixos - (Dutch Top 40)          | 2               |
| Nova Zelândia - (Recorded Music NZ)     | 9               |
| Países Baixos - (Single Top 100)        | 3               |
| Itália - (FIMI)                         | 9               |
| Noruega - (VG-Lista)                    | 2               |
| Escócia - (Official Charts Company)     | 9               |
| Suíça - (Schweizer Hitparade)           | 1               |
| Estados Unidos - (Billboard Hot 100)    | 21              |
| Reino Unido - (Official Charts Company) | 8               |
| Suécia - (Sverigetopplistan)            | 1               |
| Hungria - (Mahasz)                      | 1               |

### Chart de final de ano
| Tabela musical (1996)               | Posição de pico |
| ----------------------------------- | --------------- |
| Suécia - (Sverigetopplistan)        | 6               |
| Europa - (Eurochart Hot 100)        | 14              |
| Alemanha - (Official German Charts) | 8               |

## Lista de Faixas

### CD maxi - Europe (1996)
1. "Coco Jamboo" (Radio Version) - 3:37
2. "Coco Jamboo" (Extended Version) - 5:42
3. "Coco Jamboo" (Groove Version) - 6:02
4. "Coco Jamboo" (Mousse T.'s Club Mix - Radio Edit) - 3:10
5. "Coco Jamboo" (Mousse T.'s Extended Club Mix) - 6:15
6. "Coco Jamboo" (Mousse T.'s Dangerous Dub) - 6:17
7. "Coco Jamboo" (Instrumental Version) - 3:33
8. "Coco Jamboo" (Put In On Another Version) - 3:17

### CD single - Europe (1996)
1. "Coco Jamboo" (Radio Version) - 3:37
2. "Coco Jamboo" (Extended Version) - 5:42

### CD maxi Remixes - Europe (1996)
1. "Coco Jamboo" (C. C.'s R & B Mix) - 4:14
2. "Coco Jamboo" (Chico Y Chico Tribal Radio Mix) - 3:42
3. "Coco Jamboo" (Candy Club Remix) - 5:46
4. "Coco Jamboo" (Candy Club's Ragga Jump) - 5:03
5. "Coco Jamboo" (Chico Y Chico Tribal Remix) - 6:36
6. "Coco Jamboo" (Original Radio Version) - 3:38

## Vídeoclipe
O vídeoclipe da música foi lançado em abril de 1996 e foi dirigido por John Buche. Foi filmado em Carúpano, uma pequena cidade localizada nas costas venezuelana e possui os membros da banda andando em uma praia e realizando a música. O vídeo mostra especificamente a Playa Medina e Plaza Santa Rosa, dois lugares turísticos em Carúpano e também parte do Carnaval de Carúpano, um dos carnavais mais icônicos da Venezuela.

## Ligações Externas
- "Letras dessa música" no MetroLyrics